# 수상한 메신저
수상한 메신저는 대한민국의 여성향 게임 개발회사 체리츠(cheritz)가 2015년에 출시한 오토메 게임이다. 가상의 캐릭터와의 문자 채팅으로 스토리를 이어나가며 세개의 스토리 모드로 나누어져 있으며 각각 캐주얼 스토리 3명, 딥 스토리 2명, 어나더 스토리 2명이 공략 가능하며 캐주얼 스토리 외에는 게임 내에서 모래시계(현금으로 충전 가능하고, 게임을 하면서 모아나갈 수 있다.)를 사용하여 해금하여야 한다. 게임에서 통화기능이 있으며, 출연 성우진으로는 강수진, 신용우, 이호산, 심규혁, 양정화, 이현진, 김영선, 김장이 있다.

## 줄거리
아무 생각 없이 스마트폰으로 게임을 찾고 있던 당신. 수상한 메신저라는 앱을 보고 호기심에 다운로드 했다. 앱을 통해 "Unknown"이라는 대화명의 사람과 대화를 하게 되고 그 사람의 요청에 어느 오피스텔에 가게 된다. 오피스텔에 발을 들이자마자 갑자기 꽃미남이 가득한 단톡방으로 연결이?! 우여곡절 끝에 대화방의 참가자들이 속한 비밀 협회 RFA에 가입하게 되는데...

## 캐릭터

### 한주민
성우: 신용우